# Iconcrash
Iconcrash – fiński zespół wykonujący muzykę electro rock/ darkwave pochodzący z Helsinek, stworzony przez wokalista i kompozytor Jaani Peuhu. Aktualnie w skład zespołu wchodzą: Arttu Juntunen, keyboard and drugi wokal, Riku-Niilo Mattila gitara basowa, Matti Toivonen, gitara i Oskari Vilmunen, perkusja. Angielsko-fińskie wydawnictwo muzyczne Parole Records wydało ich debiutancki album „Nude” wiosną 2005 roku, po którym zespół został oficjalnie założony.
Ich drugi album „Enochian Devices” został wydany wiosną 2010 roku we współpracy z Dynasty Recordings oraz EMI Finland. Album został nagrany w Dynasty Studios oraz w Sonic Pump a produkcja trwała ponad rok. Album został odebrany dobrze, a single „Strange, Strange Dark Star” i „Everlasting” sięgnęły szczytu listy najbardziej pożądanych utworów YleX. „Strange, Strange Dark Star” pojawiła się również w filmie w reżyserii Clive Barker Midnight Meat Train, do którego została zremiksowana przez Justin Larsen (Lady Gaga, Linkin Park, Nine Inch Nails); trzy utwory znalazły się też na soundtracku do filmu Blackout, w reżyserii Petteri Summanen
„Inkeroinen”, trzeci album zespołu, został wydany 14 września 2011 przez Dynasty Helsinki. Przez nieco ponad pół roku album był nagrywany w Sonic Pump w Helsinkach, Miloco Music Box w Londynie, w posiadłości Magnusborg w Porvoo oraz w Ten Studios w Sztokholmie. Pod przewodnictwem Peuhu, członkowie zespołu ciężko pracowali jako drużyna przy produkcji albumu w trakcie nagrań. Dodatkowo przy nagraniach współpracowali z wieloma wybitnymi osobowościami, takimi jak Lee Slater (The Vaccines, 30 Seconds To Mars, Kylie Minogue, Glasvegas), Arttu Peljo (Chisu, Disco Ensemble, Sunrise Avenue, Jenni Vartiainen), Antti Eräkangas (Lauri, Von Hertzen Brothers, The Rasmus) i Sampo Haapaniemi (Egotrippi, Teleks, Johanna Kurkela). Teledysk do „Stockholm” był często odtwarzany w Voice Tv oraz MTV Finland.
Wiosną 2012 roku Iconcrash wystąpił w krajowych eliminacjach do Konkursu Piosenki Eurowizji. Ich piosenka „We Are The Night” dotarła do finału, gdzie zaśpiewali na żywo przed pół milionową publicznością w Helsinki Ice Hall. Piosenka miała też wiele odtworzeń w radio oraz trzykrotnie sięgnęła szczytu listy najbardziej pożądanych utworów YleX była też grana w estońskim Radio 2.
Poza intensywnym graniem w Finlandii, Iconcrash grali też koncerty w Anglia, Rosja, Europa środkowa, kraje Bałtyckie i Stany Zjednoczone. Zespół grał również z zespołami z innych krajów: My Chemical Romance, Kaiser Chiefs, The White Lies, Anathema, Royal Republic oraz Atari Teenage Riot.

## Dyskografia
- „Happy?” (promo CD single) (2003)
- Viola / Iconcrash EP (11.3.2004)
- Nude (3.16.2005)
- „The Lovers” (radio single, 2005)
- „Strange, Strange Dark Star” (single, 2009)
- „Everlasting” (single, 2009)
- Enochian Devices (5.26.2010)
- „Sleeper” (single, 2010)
- „Never Ever” (single, 2010)
- „Delete” (single, 2011)
- „Stockholm” (single, 2011)
- Inkeroinen (9.14.2011)
- „We Are The Night” (single, 2012)
- Inkeroinen Special Edition (zawiera „We Are The Night”) (2.29.2012)

## Kompilacje
- Kunigunda Lunaria Songs vol. 4 Released 2005. Zawiera utwór „The Lovers”
- Asian Billboard Promo Released 2005. Zawiera utwór „The Lovers”
- Clive Barker’s The Midnight Meat Train Soundtrack Album 2008 Utwór: „Strange, Strange Dark Star” (Justin Lassen Remix)
- Mama Trash Family Artists Volume II: In Trash We Trust. Compilation Album 2008, Utwór: „Lullaby For Nicole”
- Blackout Soundtrack. Wydany w 2008 roku. Zawiera utwór „Faith”
- Herbert The Misanthropical Fly Remixes.Wydany w 2011 roku. Zawiera utwór „He Who Has A Dream (Iconcrash Remix)”
- UMK Compilation wydany w 2012 roku. Zawiera utwór „We Are The Night”

## Aktualny skład
- Jaani Peuhu
- Arttu Juntunen
- Matti Toivonen – grał we współtworzonym zespole Valerian.
- Oskari Vilmunen – grał we współtworzonych zespołach Come Inside, KMA and Heaven’n Hell.
- Riku-Niilo Mattila – równocześnie gra w Iconcrash oraz w zespole Scarlet Youth

## Współpraca
- Rory Winston, poza współpracą z Jaanim nad kilkoma tekstami, jest też poetą i scenarzystą, który napisał piosenki dla Indica’s, Private Line, Pete Parkkonen
- Sampo Haapaniemi (Egotrippi, Teleks, Johanna Kurkela) współpraca przy produkcji albumu „Inkeroinen”
- Lee Slater (The Vaccines, 30 Seconds To Mars, Kylie Minogue, Glasvegas)zmiksował „Stockholm” i „Delete” z albumu „Inkeroinen”
- Arttu Peljo (Chisu, Disco Ensemble, Sunrise Avenue, Jenni Vartiainen) zmiksował „Dangerous” z albumu „Inkeroinen”
- Antti Eräkangas (Lauri, Von Hertzen Brothers, The Rasmus) zmiksował album „Inkeroinen”
- Pauli Rantasalmi (The Rasmus) współpraca przy albumie „Enochian Devices”
- Timo Tolkki (ex Stratovarious) współpraca przy albumie „Enochian Devices”
- Emily Cheeger znany też jako Vuk współpraca przy wokalach na albumach „Nude” i „Enochian Devices”